# Antonio Marino
Antonio Marino (ur. 13 marca 1942 w Buenos Aires) – argentyński duchowny rzymskokatolicki, w latach 2011–2017 biskup Mar del Plata.

## Życiorys
Święcenia kapłańskie przyjął 12 listopada 1971 i został inkardynowany do archidiecezji Buenos Aires. Był m.in. wykładowcą Katolickiego Uniwersytetu Argentyny, archidiecezjalnym cenzorem, a także wykładowcą oraz ojcem duchownym miejscowego seminarium.
11 kwietnia 2003 został prekonizowany biskupem pomocniczym La Platy ze stolicą tytularną Basti. Sakrę biskupią otrzymał 31 maja 2003. 6 kwietnia 2011 został mianowany biskupem ordynariuszem Mar del Plata, 4 czerwca objął rządy w diecezji. 18 lipca 2017 przeszedł na emeryturę.